# Cuntrera-Caruana-Familie

Teil des Stammbaumes der Cuntrera-Familie

Die Cuntrera-Caruana-Familie aus Siculiana ist ein italienischer Mafiaclan der sizilianischen Cosa Nostra im Freien Gemeindekonsortium Agrigent. Die Organisation wurde in den 1950er Jahren gegründet, hatte in den 1980er und 1990er Jahren ihre Blütezeit und ist noch bis heute in den Bereichen Drogenhandel und Geldwäsche auf Sizilien, Ostia bei Rom, Kanada und Venezuela aktiv. Ihre Alliierten waren die Bonanno-Familie, die Rizzuto-Familie und die Corleonesi. In der Presse wurden sie häufig wegen ihres Reichtums als „Die Rothschilds der Mafia“ oder „Die Bankers der Cosa Nostra“ bezeichnet.
Italienische Staatsanwälte bezeichneten den Cuntrera-Caruana-MafiaClan als „internationale Holding“, die bestimmte Dienste aus Drogenhandel oder Geldwäsche für die sizilianische Cosa Nostra sichert. Der Clan wird als „eine sehr eng verbundene Familiengruppe von Ehrenmännern, zu der nicht nur Mafia-Bindungen, sondern auch Blutsbande gehören“. Laut der italienischen Antimafia-Kommission spielte der Cuntrera-Caruana-Clan eine zentrale Rolle im internationalen Drogenhandel und dehnte seine Interessen von Italien auf Kanada und Venezuela aus. Ihnen gehören auch wesentliche Anteile der Insel Aruba.
Prominente Mitglieder des Clans sind die Brüder Liborio Cuntrera, Pasquale Cuntrera, Gaspare Cuntrera und Paolo Cuntrera. Des Weiteren Giuseppe Caruana, Carmelo Caruana und sein Sohn Alfonso Caruana sowie Leonardo Caruana.

## Geschichte
Die beiden Familien Cuntrera und Caruana stammen aus Siculiana, einem kleinen Ort an der Südküste Siziliens, Freies Gemeindekonsortium Agrigent. Sie sind Verwandte. Die beiden Familien heirateten untereinander, um durch Kreuzverflechtungen ihr kriminelles Bündnis zu stärken. Die Tradition der Mafia ist in Siculiana sehr alt. Auf einer Karte, die 1900 wird Siculiana als Mafia-Territorium mit hoher Dichte erwähnt. Die Provinz Agrigent gehörte seit dem letzten Jahrhundert zu dem ärmsten und rückständigsten Regionen Italiens. Der Cuntrera-Caruana-Clan stellte früher eine bewaffnete Miliz für den örtlichen Baron Agnello, welchem der größte Teil des Dorfes und des umliegenden Landes gehörte. Siculiana war in Bezug auf Arbeit und Einkommen vollständig auf die feudalen Verhältnisse des Baron angewiesen. Als die Landreform in den 1950er Jahren begann, wurde der Baron dazu gezwungen, den größten Teil seiner Bestände aufgeben. Die lokale Mafia vermittelte den Verkauf der Beteiligungen. Die Macht der Mafia war in jenen Jahren unangefochten. Sie traten in den Stadtrat ein und auch der Bürgermeister war ein bekannter Mafioso.
1952 wurden Pasquale Cuntrera und sein Schwager Leonardo Caruana wegen Doppelmord, Diebstahl von vier Kühen und Brandstiftung angeklagt. Beide wurden 1953 freigesprochen, typisch für Mafiaverbrechen von den 1950er bis 1970er Jahren ging.
Ein Polizeibericht von 1966 kam zu dem Schluss, dass Siculiana seit Jahrzehnten komplett von der Mafia regiert wurde. Giuseppe Caruana, sein Bruder Leonardo Caruana und Pasquale Cuntrera nutzten jede wirtschaftliche Aktivität im Dorf und in den umliegenden Gemeinden. Sie hatten eine Atmosphäre der Omertà geschaffen. Durch Gewalt und Einschüchterung stellten sie sicher, dass kein Widerstand entstand. Erst ein Gericht in Agrigent entschied, sie aus dem Dorf zu verbannen. Einige kehrten jedoch zurück. In den 1970er Jahren wurde Leonardo Caruana, nachdem er aus Kanada ausgewiesen worden war, unter der Führung des Capomafia der Provinz Agrigent, Giuseppe Settecasi, zum Capo Mandamento des Gebiets. Die Machtbasis des Clans reichte bis in die Politik. Der einflussreiche Politiker Calogero Mannino von der Democrazia Cristiana (DC) war 1977 Trauzeuge der Hochzeit von Leonardo Caruanas Sohn Gerlando in Siculiana. Leonardo Caruana wurde 1981 vor seinem Haus in Palermo an jenem Tag ermordet, als sein anderer Sohn Gaspare Caruana heiratete. Der Mord ereignete sich auf dem Höhepunkt eines zweiten Mafiakrieges und blieb ungerächt.
In den 1920er Jahren zählte das Dorf Siculiana 8000 Einwohner, heute sind es weniger als 5000. In den 1950er Jahren kam es zu einer Massenauswanderung. Viele zogen nach Deutschland und Belgien oder Übersee in die USA, Kanada, Venezuela oder Brasilien zu reisen. Unter ihnen war auch Alfonso Gagliano (* 25. Januar 1942 in Siculiana), der in Kanada in der Regierung von Jean Chrétien Kabinettsminister wurde.
Unter den Migranten waren auch Mafiosi. Montreal wurde für den Cuntrera-Caruana-Clan die erste Basis außerhalb Siziliens. Kanadische Einwanderungsberichte zeigen, dass Pasquale und Liborio Cuntrera 1951 einwanderten und 1957 die kanadische Staatsangehörigkeit erlangten. Sie bewegten sich in der Folge zwischen Sizilien und Kanada. Laut den Schilderungen aus der eigenen Familienchronik des Cuntrera-Caruana-Clans hätten sie sich in Kanada durch harte Arbeit hochgearbeitet, Schnee gepflügt, als Friseur gearbeitet und damit genug Geld gespart, um ihre erste Pizzerien zu eröffnen. Wahrscheinlicher jedoch war, dass einige von ihnen Sizilien verlassen haben, um der Strafverfolgung zu entgehen.
1966 verließ der größte Teil des Clans Siculiana, als sie aufgrund eines Vorgehens der italienischen Polizei nach dem Massaker von Ciaculli durch Gerichtsbeschluss verbannt wurden. Gemäß Gerichtsbeschluss von Agrigent sollten mehrere Clanmitglieder an andere Orte in Italien, hauptsächlich im Norden, reloziert werden. Pasquale Cuntrera und Leonardo Caruana zogen nach Montreal in Kanada, Giuseppe Caruana nach Rio de Janeiro in Brasilien und die Brüder Cuntrera nach Caracas in Venezuela.
Anfang der 1970er Jahre organisierte sich der Cuntrera-Caruana-Clan neu, nachdem sich die Strafverfolgung gegen die Mafia in Italien abschwächte. In Italien endeten die großen Mafia-Prozesse für die meisten Bosse ohne Verurteilung. Ein Teil des Clans verlagerte sich auf das italienische Festland bei Lido di Ostia, ein Badeort in der Nähe von Rom. Andere gingen nach Großbritannien, nach Woking, dem „Börsenmaklergürtel von London“. Andere blieben in Caracas oder in Montreal. Venezuela wurde zu einem wichtigen Versteck. „Venezuela hat eine eigene Cosa Nostra-Familie, so als gehöre es zu einem sizilianischen Territorium“, so die italienische Polizei. „Die Struktur und die Hierarchie der Mafia wurde in Venezuela vollständig reproduziert.“ Der Cuntrera-Caruana-Clan hatte direkte Verbindungen zur Cupola und wurde von der amerikanischen Cosa Nostra als wichtiger Partner anerkannt.
Im Zweiten Mafia-Krieg stellte sich der Cuntrera-Caruana-Clan zunächst auf die Seite der etablierten Mafia-Familien von Palermo der Achse Bontade-Inzerillo-Badalamenti, die von den Corleonesi unter der Führung von Salvatore Riina massakriert wurden. Anscheinend konnten sie eine Einigung mit Riina erzielen, um dem Gemetzel zu entkommen. Die Cuntreras und Caruanas waren für die Geschäfte der meisten Mafiafamilien notwendig und unersetzlich, so die Ermittler der Polizei: „Alle anderen sind mit ihnen verbündet.“
Der Cuntrera-Caruana-Clan hatte seit den 1950er Jahren ein mächtiges Heroinhandelsnetzwerk gebildet. Sie waren sowohl in der French Connection der 1970er Jahre und der Pizza Connection der 1980er Jahre als Hauptakteur beteiligt. Mehrere miteinander verflochtene sizilianische Netzwerke exportierten Heroin in die USA. Quelle waren häufig Lieferanten aus der korsischen Unterwelt in Marseille mit ihren hochwertigen Labors und das Ziel war der nordamerikanischen Verbrauchermarkt. Das durch das Massaker von Ciaculli verursachte Chaos hat den sizilianischen Heroinhandel mit den Vereinigten Staaten durcheinander gebracht. Mafiosi wurden verhaftet, verurteilt und inhaftiert. Die Kontrolle über den Drogenhandel fiel dadurch in die Hände einiger weniger Capomafia: Salvatore „Ciaschiteddu“ Greco, seinen Cousin Salvatore „l'Ingegnere“ Greco, Pietro Davì, Tommaso Buscetta und Gaetano Badalamenti. Sie alle waren mit dem Cuntrera-Caruana-Clan verbunden. Der bekannte „Pentito“ Tommaso Buscetta sagte 1984 dem Antimafia-Richter Giovanni Falcone, wie er vermögende Mitglieder des Clans schon zu Weihnachten 1969 in Montreal getroffen hatte. Buscetta hielt sich in Pasquale Cuntreras Haus und erholte sich von einer Geschlechtskrankheit. Sie wurden ihm als „uomini d'onore“ vorgestellt. Die italienische Polizei bekam in den Jahren 1982/83 bei der Untersuchung der Pizza Connection eine ungefähre Vorstellung von der Rolle des Cuntrera-Caruana-Clans. Die italienische Polizei hatte die Bewegungen von Giuseppe Bono, dem Mittelsmann zwischen den Verbrecherfamilien Gambino und Bonanno in New York und den sizilianischen Clans, die den Heroinverkehr in die USA organisierten, verfolgt. „Fast das gesamte Geld der sizilianischen Mafia für den Kauf von Heroin und die daraus resultierenden Einnahmen in Nordamerika gingen ihnen durch ihre Hände“, fand ein polizeilicher Ermittler über die Bedeutung der Cuntrera-Caruana-Familie heraus.

## Bedeutende Angehörige der Cuntrera-Caruana-Familie
- Liborio Cuntrera: (* 11. November 1912) einer der Stammväter der Cuntrera-Caruana-Familie in Sizilien
- Pasquale Cuntrera: (* 17. Mai 1930)
- Gaspare Cuntrera: (* 23. Oktober 1934 in Venezuela)
- Paolo Cuntrera: (* 16. Dezember 1939 in Venezuela)
- Giuseppe Caruana: Gerlandos Sohn[11] und kanadischer Gangsterboss (* 1971?)
- Carmelo Caruana (Mafioso)[12] Vater von Alfonso Caruana
- Alfonso Caruana: (* 1. Januar 1946 in Castelvetrano, Sizilien) ital.-kanad. Gangsterboss
- Leonardo Caruana: